# Diprionomys
A Diprionomys az emlősök (Mammalia) osztályának rágcsálók (Rodentia) rendjébe, ezen belül a tasakosegér-félék (Heteromyidae) családjába tartozó fosszilis nem.

## Előfordulásuk
A Diprionomys-fajok a késő miocén korszakban élt tasakosegerek voltak, melyeknek maradványait az Amerikai Egyesült Államokbeli Utah nevű államban találtak meg. Velük együtt egy kis ökoszisztéma is előkerült, amely többféle rágcsálót - köztük a rokon Metaliomys sevierensist - és egy nyulat is tartalmazott.

## Rendszerezés
A nembe az alábbi 3 faj tartozik:
- Diprionomys agrarius (Wood, 1935)
- Diprionomys minimus (Kellogg, 1910)
- Diprionomys parvus (Kellogg, 1910)

## Fordítás
- Ez a szócikk részben vagy egészben  a   Diprionomys című angol Wikipédia-szócikk ezen változatának fordításán alapul.  Az eredeti cikk szerkesztőit annak laptörténete sorolja fel. Ez a jelzés csupán a megfogalmazás eredetét és a szerzői jogokat jelzi, nem szolgál a cikkben szereplő információk forrásmegjelöléseként.